# Portrait du comte Sinzendorf par Hyacinthe Rigaud
Le portait du comte Sinzendorf a été exécuté en 1729 par le peintre français Hyacinthe Rigaud pour répondre à une commande du modèle.

## Le premier portrait de1701
Protecteur de l’académie des arts du roi et grand admirateur de la France, le comte Philipp Ludwig Wenzel von Sinzendorf (1671-1742) avait réalisé plusieurs ambassades à Paris dès 1700. À l’occasion d’une d’entre elles, il sollicite une première fois Hyacinthe Rigaud pour un buste dès 1701 valant 150 livres, doublé d’une effigie de mêmes dimensions de son épouse.
Longtemps oublié, ce tableau n'était connu que par une estampe exécutée par Bernard Picart. Cet artiste travailla d'après le visage peint par le catalan mais usant d'une posture très différente qu'il imagina pour l'occasion, « buste sans mains, d’après un tableau de même, fait pendant le premier séjour que ce seigneur fit à Paris en qualité d’envoyé de l’Empereur » nous avouait Hulst, dans son catalogue des gravures d’après Rigaud…

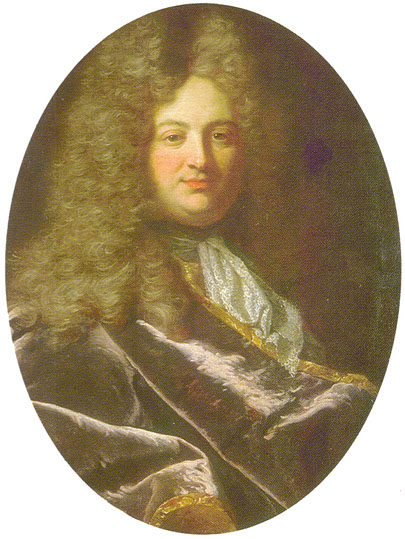
Le comte Sinzendorf par Rigaud en 1701

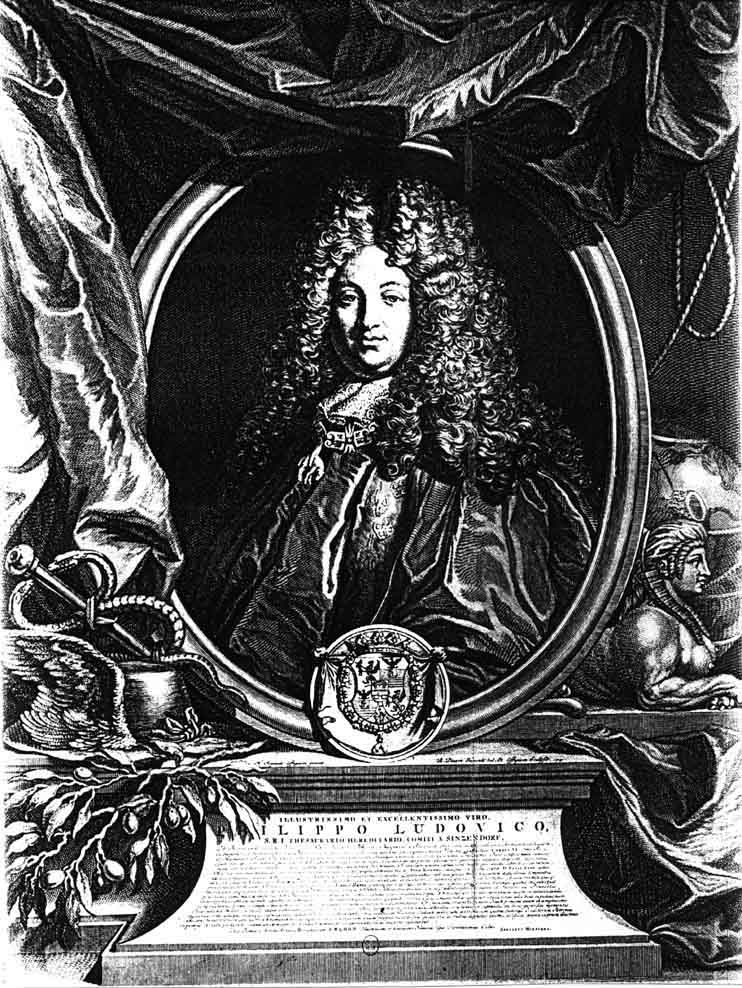
Le comte Sinzendorf par Picart d'après Rigaud - 1713

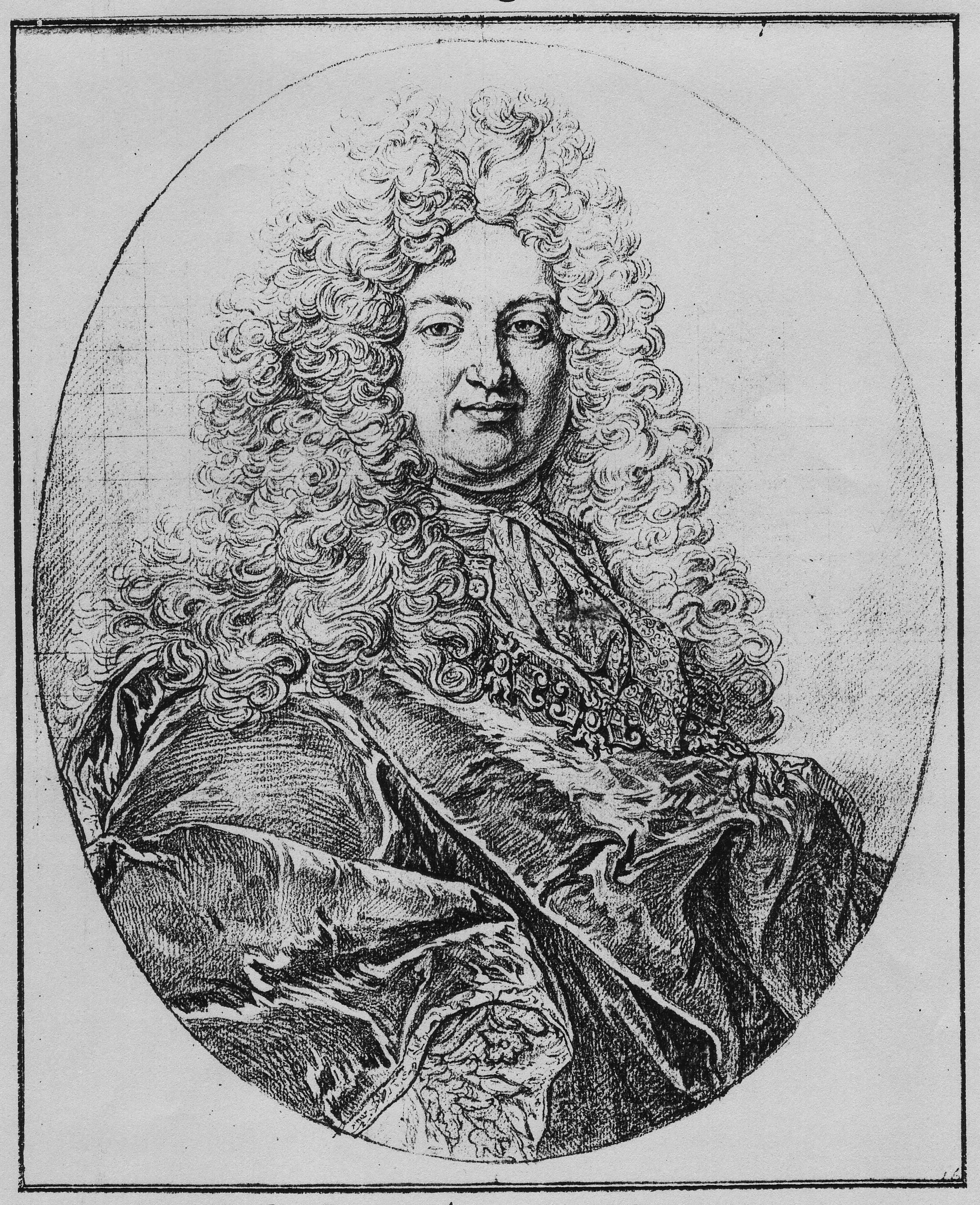
Le comte Sinzendorf par un anonyme d'après Rigaud - v. 1701

Picart avait totalement repensé le décorum et ajouté la décoration de la toison d'or, reçue par le modèle l'année précédente. Le modèle est compris dans un ovale qui, posé sur un entablement est « poinçonné » dans le bas des armes de Sinzendorf, ornée du collier de l'ordre de la toison d'or. De part et d'autre se déploie, dans le haut, un large rideau emprunté à l'art de Rigaud. Dans le bas, les attributs de la diplomatie sont disposés : à droite une mappemonde, terre des actions du comte et un sphinx, gardien du secret et symbole de la Connaissance difficile à acquérir ; à droite le caducée et le chapeau ailé, symbolisant à eux deux l'Hermès voyageur, ambassadeur du monde.
Récemment la toile fit sa réapparition de manière anonyme mais tout à fait reconnaissable par comparaison avec la gravure et un dessin.
Ce dessin, précisément une sanguine, sans nul doute exécutée d’après le tableau original, semble avoir été pressentie pour être transposée à la gravure, comme le prouve la mise au carreau de l'ensemble. Passé dans le commerce d’art bordelais en 1994, elle a permis d'identifier sans conteste la toile vendue chez Christie's. Les nettes différences d’avec l’estampe, notamment au niveau des plis et de la distribution des étoffes prouve que Picart « inventa » son agencement.
Avant de quitter la France, Sinzendorf fit faire quelques copies afin de les distribuer à son retour. 150 livres furent dépensées pour une réplique des époux, dont on sait que celle du comte fut faite par l’aide d’atelier François Bailleul. L’habillement de la comtesse fut, quant à lui, réalisé par Viénot.

## Le second portrait de1729
Le principal portrait du comte Sinzendorf a été peint en 1729 par Hyacinthe Rigaud,. afin de commémorer la participation du ministre aux négociations pour la paix de guerre anglo-espagnole.
Anciennement accroché dans le salon Régence du Baron Alphonse Mayer de Rothschild (1878-1942), en sa résidence viennoise de Theresiamungasse, il a appartenu, en 1948, à la Baronne Clarisse de Rothschild et fut confisqué par les allemands et entra au musée de Vienne. Restitué à la famille en 1999 qui en fit à nouveau don au musée la même année.
La nouvelle effigie élaborée par Rigaud, incroyablement virtuose et à l'effet visuel tout à fait surprenant, fut exécutée durant le séjour du comte au congrès fraternel de Soissons en 1728. Cette année-là, le peintre fit d’ailleurs réaliser par son atelier, et pour le comte, une copie du portrait du cardinal de Fleury valant 300 livres.
Sinzendorf, déjà bien empâté par les plaisirs de la table, campe fièrement, vêtu du vêtement traditionnel de l'ordre de la toison d'or. Probablement Rigaud a-t-il simplement fixé les traits du modèle pour en saisir la physionomie et écourter les séances de pause ; Wenzel se changeant de solliciter le siège Bruxellois de son Ordre, (détentrice des insignes jusqu'en 1794), pour une expédition à Paris des vêtements destinés à « habiller ». Sinzendorf n'eut sans doute pas le temps d'attendre la finalisation de cette toile ambitieuse qui fut envoyée à Vienne durant l'année 1729, et payée à ce moment. On sait que l'artiste réitéra la procédure, plus tard, pour le portrait du prince de Liechtenstein, forçant le modèle à écrire, le 21 juillet 1740 à Bruxelles :

« J’ai pris la liberté le 6. courant d’écrire à Vtre Ex.ce pour la prier de m’envoyer un habillement complet de chevalier de la Toison d’or, avec le chapeau et tout ce qui appartient audit habillement, je n’en ai pas reçu de réponse ce qui me fait soupçonner que ma lettre ne sera pas parvenüe à V.E., le peintre Rigault à son ordinaire ne veut cependant pas continuer le portrait qu’il a commencé avant qu’il n’ait ledit habillement, c’est pourquoy je prie V.E. en cas qu’il soit possible d’en avoir un de me l’envoyer le plutôt que faire le poura […], »

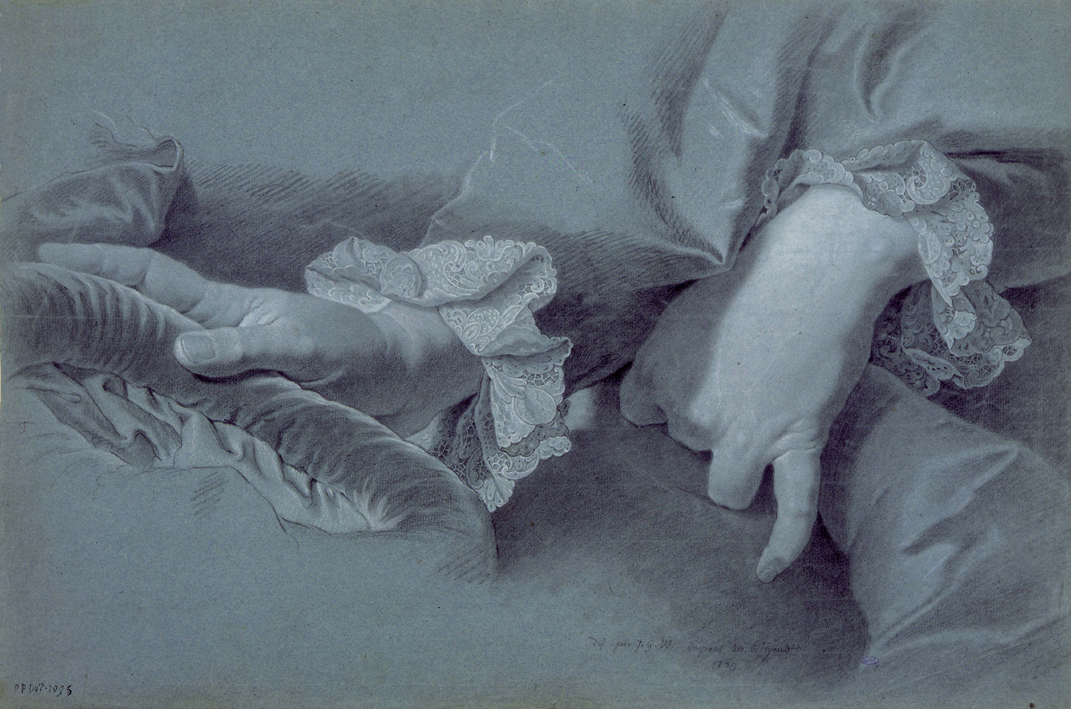
Études de mains de Johann Georg Wille d'après le portrait du comte de Sinzendorf par Rigaud - Paris, musée du Petit Palais - 1739

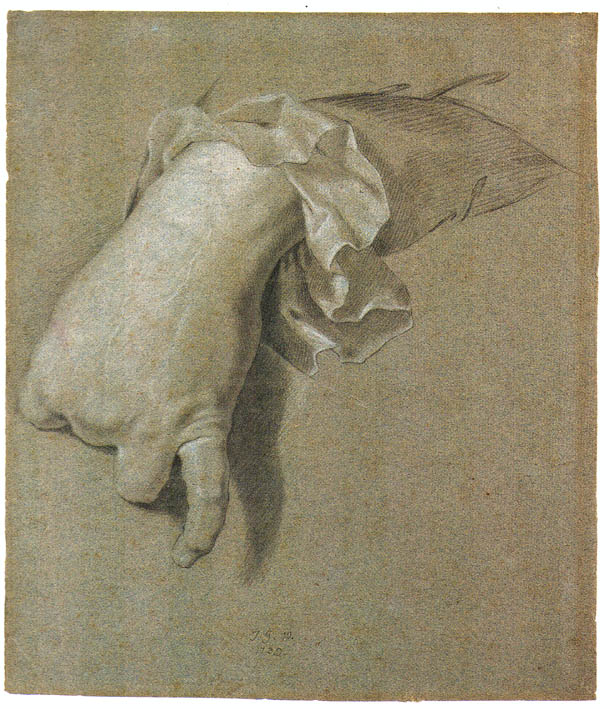
Études de mains de Johann Georg Wille d'après le portrait du comte de Sinzendorf par Rigaud - collection privée - 1739

Outre l'exacte transposition de la toile à la gravure par Claude Drevet, on conserve également deux fines études du graveur allemand Johann Georg Wille qui, on le sait, admirait Rigaud, lequel lui rendait bien son amitié. Le portrait de Sinzendorf ayant été livré (ou emporté) à Vienne par son modèle, il est probable que Wille ait travaillé, en 1739, sur une copie à l’huile réalisée par le maître pour garder le souvenir de son œuvre ou sur des dessins originaux. Ces deux très beaux dessins font sans doute partie de ceux vendus en 1763 sous le numéro 55, lors d'une vente parisienne : « quatre études de mains, dessinées avec beaucoup de précision, par le même [Rigaud], dont celles du portrait de M. de Sinzendorf ». 
Le dessin conservé au Paris, musée du Petit Palais est plus détaillé que celui exposé à la galerie Perrin en 1991 ; ce dernier davantage sensuel dans les chairs. Dans son catalogue de l’exposition qui s'est déroulée un an plus tard au Petit Palais à Paris, J. L. de Los Llanos s'interrogeait. Wille aurait-il réalisé ses feuilles « d’après une étude spécifique pour le portrait de Sinzendorf, d’après une étude de mains dont il pouvait ignorer qu’elles avaient servi pour ce tableau, d’après une copie du tableau lui-même, ou encore d’après la gravure ou des études réalisées pour la gravure qu’en a faite Claude Drevet dès 1730 ? On le voit, les hypothèses sont nombreuses ; même si la première nous semble la plus logique […] ».

## Œuvres en rapport
- Études de mains par Johann Georg Wille d’après Rigaud. Pierre noire, craie blanche sur papier bleuté. H. 33,2 ; L. 51,7. Paris, musée du Petit Palais. Inv. D. Dut. 1096. Signé et daté en bas à droite : « des. Par J.G.W. d’après M. Rigaud 1739 ».
- Autre étude de la main droite par le même. Pierre noire et craie blanche sur papier bleu. H. 30,7 ; L. 26,7. Collection particulière. Monogrammé et daté : « J.G.W./1739 ». Exposé à Paris, Galerie Patrick Perrin, 1991, no 21.

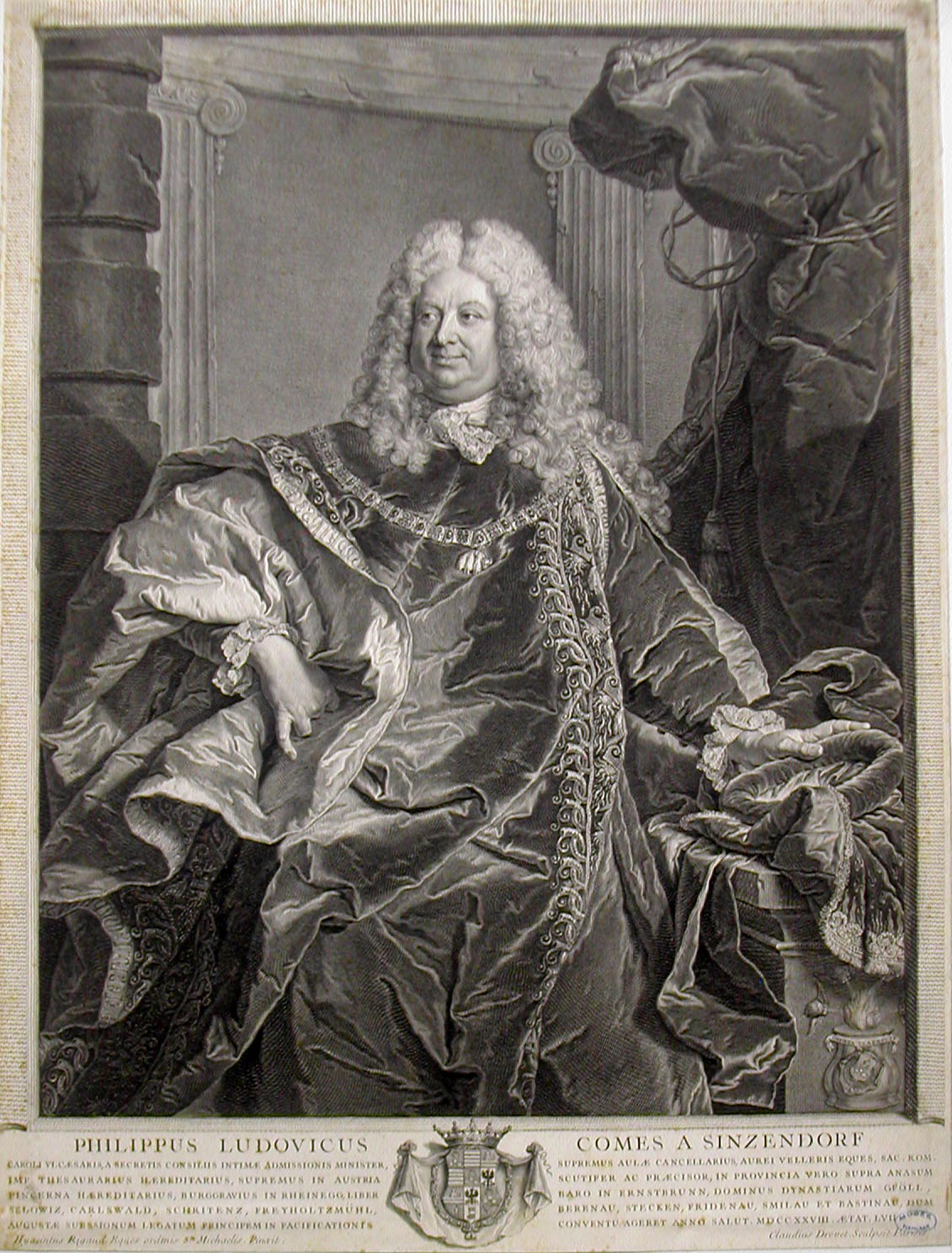
Philipp-Ludwig Wenzel von Sinzendorf par Claude Drevet d'après Rigaud

- Gravé par Claude Drevet en contrepartie en 1728[12] ou 1730 selon Hulst[13]. H. 50,9 ; L. 38,4. Dans l’image, en bas à gauche, sur le pot à feu, la devise : « AGITATA CLAVESCIT » [« Il met sous clef tout ce qui bouge »]. Sous le cadre, dans la marge striée par des tailles verticales, de part et d’autre des armoiries surmontées d’une couronne de marquis : « PHILIPPUS LUDOVICUS - COMES A SINZENDORF//CAROLI VI. CÆSARIS, A SECRETIS CONSILIIS INTIMÆ ADMISSIONIS MINISTER, - SUPREMUS AULÆ CANCELLARIUS, AUREI VELLERIS EQUES, SAC. ROM. //IMP. THESAURARIUS HÆREDITARIUS, SUPREMUS IN AUSTRIA - SCUTIFER AC PRÆCISOR, IN PROVINCIA VERO SUPRA ANASUM// PINCERNA HÆREDITARIUS, BURGGRAVIUS IN RHEINEGG, LIBER- BARO IN ERNSTBRUNN, DOMINUS DYNASTIARUM GFÖLL,//SELOWIZ, CARLSWALD, SCHRITENZ, FREYHOLTZMÜHL, - BERENAU, STECKEN, FRIDENAU, SMILAU ET BASTINAU, DUM// AUGUSTÆ SUESSIONUM LEGATUM PRINCIPEM IN PACIFICATIONIS - CONVENTU AGERET ANNO SALUT.MDCCXXVIII. ÆTAT LVII ». En bas, sous la lettre, respectivement à gauche et à droite : « Hyacintus Rigaud Eques ordinis St. Michaelis Pinxit - Claudius Drevet sculpsit Parisis ». Cinq états connus.
- Gravé par G. A. Müller en contrepartie de la gravure de Drevet. Sous le cadre, la lettre suivante : « PHILIPPVS LVDOVICVS Sac(ri). Rom(ani). Imperii Haereditarius Thesaurarius Comes a SINZENDORF Liber Baro in Ernstbrun, Dominus in Geföll, Superiori Selovitz & Carlswald, Schritenz, Freyholtzmühl Berenau, Fridenau, Smilau & Bastinau, Burgravius in Rheinek, Supremus Haereditarius Scutifer, ac Praecisor in Superiori & inferiori Austria, Haereditarius Pincerna in Austria ad Anasum, Aurei Velleris Eques, Sacratissimae Caes(areae) Regiaeque Catholicae Majestatis Camerarins, Consiliarius actualis intimus ac Conferentiaeis & Supremus Aulae Cancellarius &c. &c ». En bas, de part et d’autre de l’estampe : « H. Rigaud pinxit Par(isiis) - G. A. Müller S(acrae). C(aesareae) et C(atholieae) M(aiestatis) Chalcograph(us) fe(cit) Viennae ».